# Daniel Buchholz

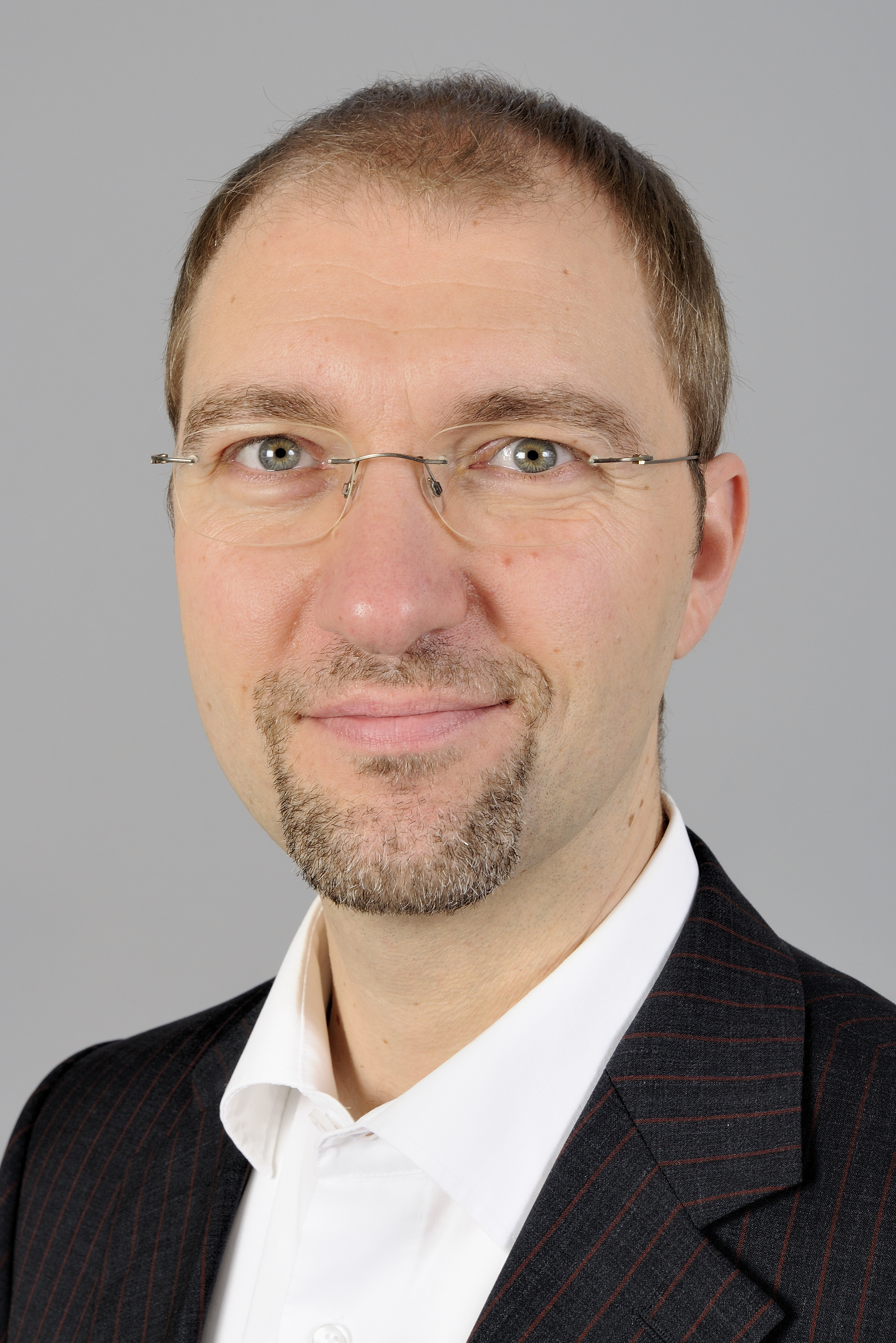
Daniel Buchholz (2013)

Daniel Buchholz (* 20. Februar 1968 in West-Berlin) ist ein deutscher Politiker (SPD). Er war von 2001 bis 2021 Mitglied des Abgeordnetenhauses von Berlin.

## Leben
Daniel Buchholz wuchs in Berlin-Haselhorst auf und erlangte in der Wilhelmstadt an der Bertolt-Brecht-Oberschule das Abitur. Im Anschluss studierte er an der TU Berlin mit Abschluss als Diplom-Wirtschaftsingenieur. Während des Studiums arbeitete er in Industriebetrieben und als Journalist (u. a. beim Spandauer Volksblatt, dem GONZO-Magazin sowie bei Radio- und TV-Sendern). Nach dem Studienabschluss war er rund 10 Jahre bei einem großen Telekommunikationsunternehmen tätig, zuletzt als Senior-Projektmanager im Bereich IT-Lösungen. In den Jahren 2002 bis 2009 arbeitete er parallel zur Abgeordnetentätigkeit in Teilzeit.

## Politik
Mit 18 Jahren trat Buchholz in die SPD ein. Er ist seit 1998 Vorsitzender der SPD-Abteilung Haselhorst-Siemensstadt und war von 2000 bis 2018 stellvertretender Vorsitzender der SPD Spandau. Seit der Wahl vom 21. Oktober 2001 ist er direkt gewähltes Mitglied des Berliner Abgeordnetenhauses für den Wahlkreis Spandau 3 (Siemensstadt, Haselhorst, Wilhelmstadt-Nord, Stresow, Tiefwerder); seinen Wahlkreis gewann er viermal in Folge direkt. Am 18. September 2016 zog Buchholz erneut für den Wahlkreis direkt in das Parlament ein. Mit 35,1 % der Stimmen war es das zweitbeste Wahlergebnis eines SPD-Abgeordneten landesweit (bei 78 Wahlkreisen).
Seine politischen Schwerpunkte sind Stadtentwicklung, Wirtschaft und Umweltschutz. Er ist einer der Initiatoren des strengen Berliner Spielhallengesetzes, in dessen Folge Hunderte Spielhallen in der Stadt schließen mussten, wobei es allerdings zu einer deutlichen Angebotsverlagerung in den illegalen Bereich kam, insbesondere in Form sogenannter Café-Casinos. Daniel Buchholz war Mitglied der Enquete-Kommission „Neue Energie für Berlin“ (2014–2015). Er setzt sich für die Berliner Energiewende, eine Rekommunalisierung von Strom- und Gasnetzen sowie den Ausstieg aus der Kohlenutzung ein.
Im Abgeordnetenhaus war er in der 18. Legislaturperiode (2016–2021) Mitglied in den Fachausschüssen für „Stadtentwicklung und Wohnen“, „Umwelt, Verkehr und Klimaschutz“ sowie für „Kulturelle Angelegenheiten“. Buchholz ist Sprecher für „Stadtentwicklung, Umwelt, Klimaschutz“ der SPD-Fraktion im Berliner Abgeordnetenhaus, leitet als Vorsitzender den Arbeitskreis „Verkehr, Umwelt, Klima“ und ist Mitglied des Fraktionsvorstandes.
Im Februar 2021 unterlag Buchholz in einer Kampfabstimmung der SPD Spandau um die erneute Aufstellung für die Wahl zum Abgeordnetenhaus von Berlin 2021 und schied im November 2021 aus dem Berliner Abgeordnetenhaus aus.